# Gemeine Strauchschrecke

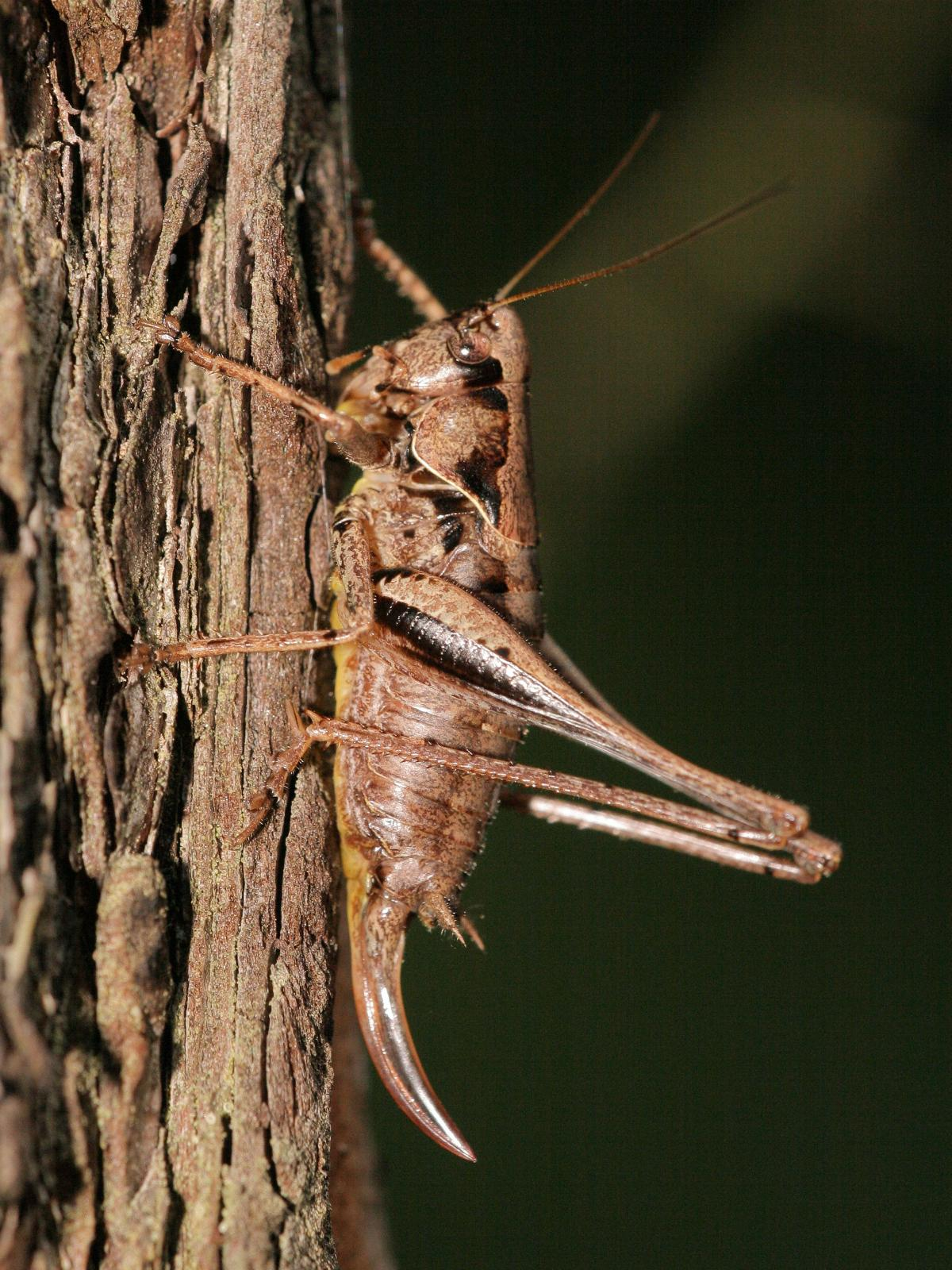
Weibchen

Die Gemeine Strauchschrecke (Pholidoptera griseoaptera), auch Gewöhnliche Strauchschrecke, ist eine Langfühlerschrecke aus der Überfamilie der Laubheuschrecken (Tettigonioidea). Die flugunfähigen Tiere besiedeln eine Reihe verschiedener Lebensräume, meiden jedoch sandige Lebensräume.

## Merkmale

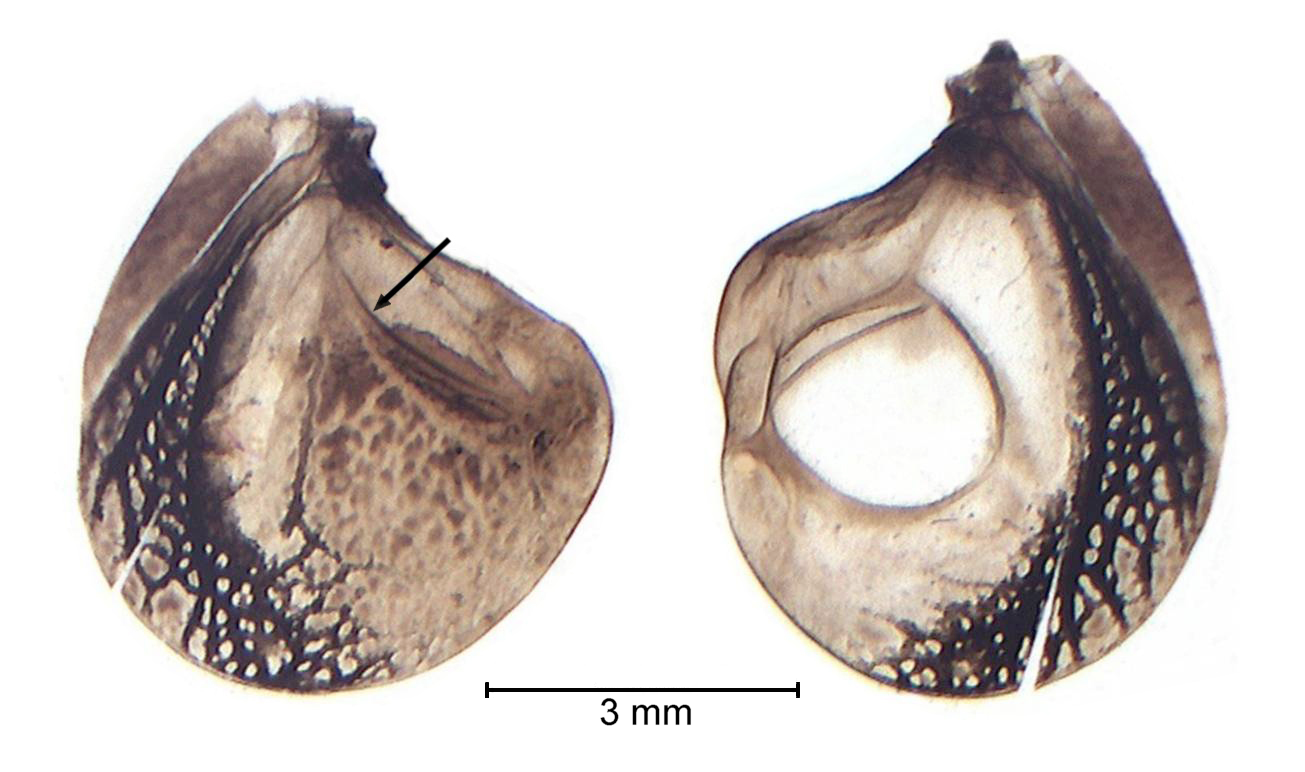
Männchen: Linker Vorderflügel: Die dunkel pigmentierte Schrillader (Pfeil) verläuft in einem leichten Bogen von der Flügelbasis zum Innenrand des Flügels. Der Teil der Ader, der mit Lamellen besetzt ist, repräsentiert die Schrillleiste. Rechter Vorderflügel: Hier ist der rundliche Spiegel gut ausgebildet. Die zentrale, sehr dünne Membran ist fast unpigmentiert.

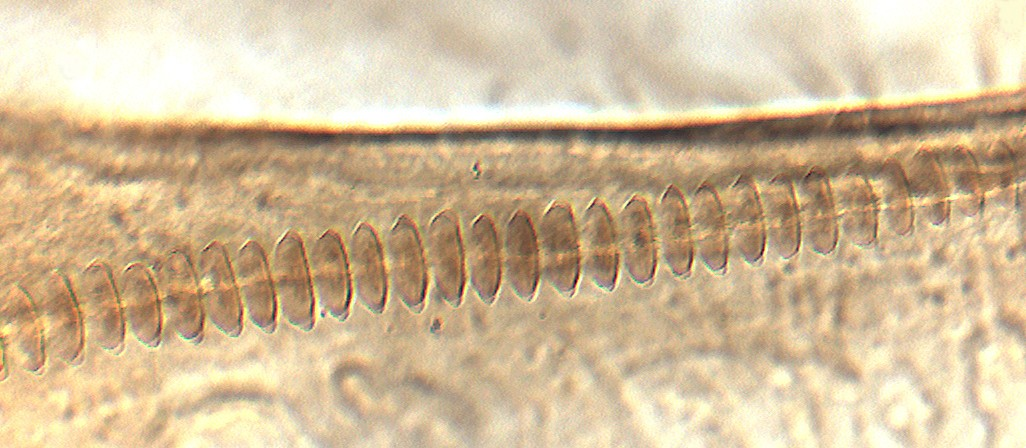
Männchen: Ausschnitt aus der Schrillleiste des linken Vorderflügels in starker Vergrößerung mit den in Reihe angeordneten Schrillzähnen.

Die Tiere erreichen eine Körperlänge von 13 bis 20 Millimetern (Männchen) bzw. 15 bis 20 Millimetern (Weibchen) und sind damit wesentlich kleiner als die ähnliche Alpen-Strauchschrecke (Pholidoptera aptera). Die sensenförmige, nach oben gekrümmte und sich gleichmäßig verjüngende Legeröhre (Ovipositor) der Weibchen ist nochmals 8 bis 10 Millimeter lang. Die Schrecken haben eine grau- bis dunkelbraune, selten rotbraune oder auch gelbbraune Körperfärbung, ihre Bauchseite ist markant gelb gefärbt. Die Seiten des Halsschildes sind sehr fein weiß gerandet, dies unterscheidet die Art von der Alpen-Strauchschrecke, bei der der Hinterrand des Halsschildes breit gelblich-weiß gefärbt ist. Männchen und Weibchen sind flugunfähig, da die Flügel weitgehend zurückgebildet sind. Bei den Weibchen messen die Vorderflügel im Mittel nur 1,22 Millimeter (Extremwerte 0,9–1,6 Millimeter) und ragen gerade noch unter dem Halsschild hervor. Die Hinterflügel stellen ebenfalls nur kleine, 1,05 Millimeter lange Stummel dar (Mittelwert aus Messungen bei zehn Weibchen). Bei den Männchen sind die Hinterflügel in der gleichen Weise zurückgebildet (Mittelwert: 1,07 Millimeter nach Messungen bei 40 Männchen), während die Vorderflügel mit im Mittel 4,36 Millimeter (Extremwerte: 3,8–5,0 Millimeter) merklich größer sind als bei den Weibchen, weil sie noch über die Strukturen verfügen, die der Schallbildung dienen (Bild). Die Vorderflügel der Männchen sind abgerundet, nach oben gewölbt, braun, außen hellbraun bis ocker gefärbt. Gemäß ihren Funktionen sind bei den Männchen der linke und der rechte Vorderflügel unterschiedlich gestaltet. Auf dem linken Flügel messen die Schrillader und die Schrillleiste im Mittel 3,41 beziehungsweise 2,56 Millimeter, während auf dem rechten Flügel die Schrillader und die Schrillleiste nur 2,68 beziehungsweise nur 1,95 Millimeter lang sind. Die linke, aktive Schrillleiste ist mit durchschnittlich 103,58 Schrillzähnen besetzt, die rechte lediglich mit 83,74. Demgegenüber ist auf dem rechten Flügel der Spiegel vortrefflich ausgebildet, während er auf dem linken Flügel nicht mehr angelegt ist (Bild). Die langen Cerci der Männchen sind nach dem ersten Viertel mit einem spitzen Zahn versehen.

## Vorkommen
Die Gemeine Strauchschrecke ist von Nord-Spanien und von Irland bis auf die Halbinsel Krim und in den Kaukasus im Osten verbreitet. Insbesondere in Mitteleuropa tritt die Art häufig auf, nach Norden und auch im Mittelmeerraum ist sie seltener. Sie kommt vom Flachland bis in Höhen von etwa 2100 Meter vor, am häufigsten unter 1000 Meter, über 1400 Meter nur in manchen Regionen, wie etwa in Teilen der Schweiz. Die Tiere besiedeln unterschiedliche Lebensräume mit mittelhohem bis hohem Pflanzenbewuchs, besonders Waldränder oder -lichtungen sowie Hecken und dichten Bewuchs entlang von Bachläufen, ferner hoch wachsende Wiesen und Ruderalflächen, Parks und Gärten. Häufig tritt die Art gemeinsam mit der Alpen-Strauchschrecke auf. Die Gemeine Strauchschrecke zählt zu den Erstbesiedlern von Kahlschlägen, sie meidet sandige Böden und fehlt entsprechend in Sandgebieten, wie etwa auf Binnendünen, dies auch dann, wenn ansonsten geeignete Bewuchsstrukturen vorherrschen.

## Lebensweise
Die Imagines ernähren sich hauptsächlich räuberisch von kleinen Insekten, wie Blattläusen oder Raupen, fressen aber auch Pflanzen, wie Löwenzahn, Labkräuter oder Brennnesseln. Die Larven ernähren sich anfangs ausschließlich von pflanzlicher Kost. Die Tiere benötigen nur wenig Wärme und sind bereits bei Temperaturen über 7 °C aktiv. Adulte Tiere haben eine versteckte Lebensweise und halten sich im hohen Gras oder zwischen krautigen Pflanzen auf, klettern auch auf Bäume, wo sie etwa in den Kronen von Grau- und Schwarz-Erlen nachgewiesen sind. Morgens sonnen sie sich, um schließlich im Laufe des Tages in die dichte Vegetation zu wandern. An kühlen oder feuchten Tagen halten sie sich auf der Sonnenseite ihres Habitats auf, ist es trocken und heiß, auf der Schattenseite.

### Gesang
Die Männchen singen vom Nachmittag bis tief in die Nacht. Da die Art nur wenig Wärme benötigt, kann man den Gesang auch in kühlen und feuchten Nächten, sogar nach Nachtfrösten wahrnehmen. Er besteht aus drei Silben, deren Amplitude zunimmt. Die Frequenz dieser „zizizi“-Laute beträgt etwa 40 Hz. Die Abstände zwischen den kurzen Versen reichen von 0,5 bis drei Sekunden. Bei höheren Temperaturen werden die drei einzelnen Silben zu einem scharfen „zrit“ zusammengefasst. Nimmt das Männchen einen Rivalen wahr, verkürzen sich die Abstände zwischen den „zrit“-Versen und es werden von ihnen unregelmäßige Reihen vorgetragen, die dicht aufeinander folgen und lauter werden. Der Gesang ist bis zu 10 Meter weit hörbar.

### Entwicklung

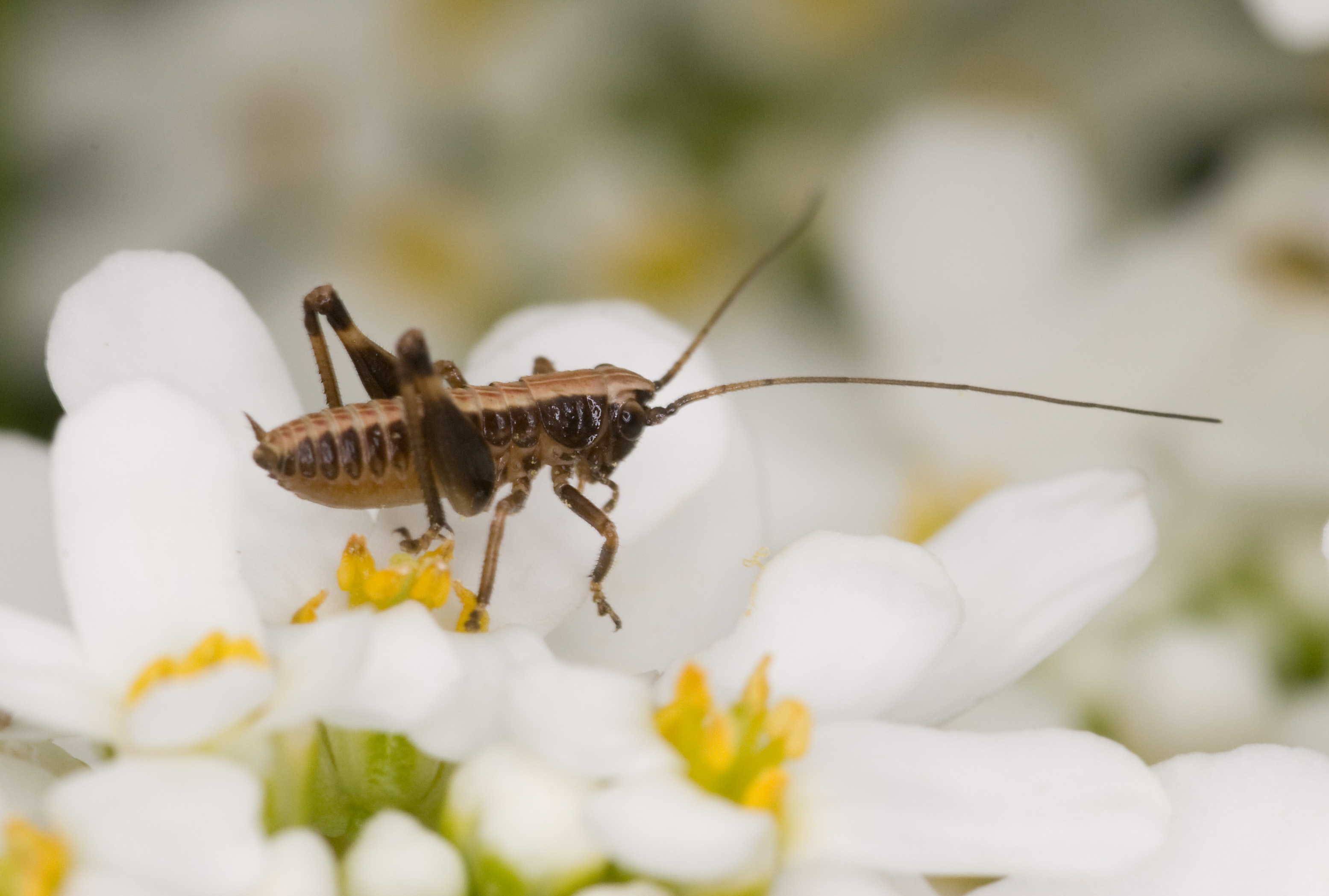
Nymphe

Die Weibchen legen ihre Eier sowohl in den Erdboden als auch in abgestorbene Äste, Totholz und Ähnliches ab. Die Eier benötigen eine erhöhte Feuchtigkeit. Die Weibchen berücksichtigen dies und legen die Eier etwa in warmen Lebensräumen tiefer im schattigen Wald ab. Im Laufe ihrer Embryonalentwicklung gelangen die Eier meistens in die Laubschicht am Boden. Insgesamt werden etwa 200 der 4,5 mm langen und 1,2 mm breiten Eier abgelegt. Die Larven benötigen für ihre Entwicklung zwei volle Jahre und durchlaufen sieben Larvenstadien. Die im Herbst abgelegten Eier überwintern und entwickeln sich abhängig von den vorherrschenden Temperaturen im Laufe des darauf folgenden Sommers. Dem Sonnenlicht direkt ausgesetztes Bodensubstrat ermöglicht auf Grund der wärmeren Temperatur eine schnellere Entwicklung. Die Larven schlüpfen erst nach einer zweiten Überwinterung zwischen April und Juni des dritten Jahres. Häufig sitzen sie frei auf Blättern oder im Gras. Die ersten Imagines treten ab Juni auf und sind bis maximal Ende November zu beobachten.

## Gefährdung
Die Gemeine Strauchschrecke ist durch ihre breit gestreute Habitatwahl weit verbreitet, kommt in Mitteleuropa häufig vor und ist somit nicht gefährdet.

## Belege